# Ilschat Mintagirowitsch Bilalow
Ilschat Mintagirowitsch Bilalow (russisch Ильшат Минтагирович Билалов; * 15. Januar 1985 in Nischnekamsk, Russische SFSR) ist ein russischer Eishockeyspieler, der seit Juni 2015 beim HK Saryarka Karaganda in der Wysschaja Hockey-Liga unter Vertrag steht.

## Karriere

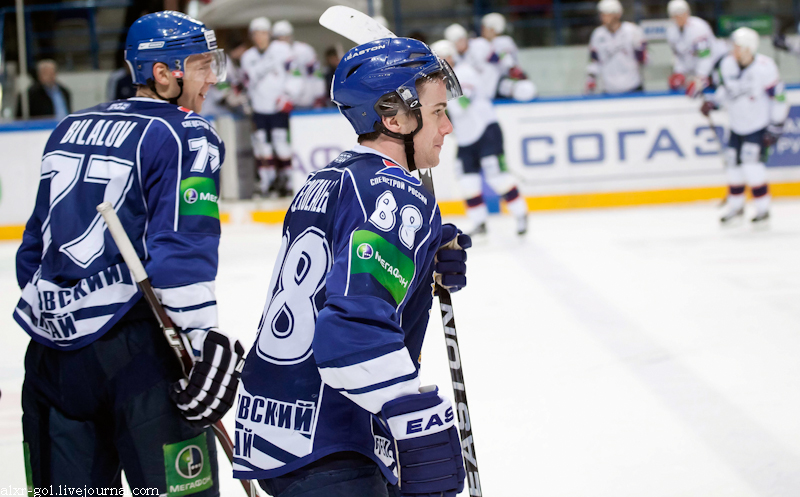
Ilschat Bilalow (li.) und Jakub Petružálek (re.), Dezember 2011

Ilschat Bilalow stammt aus dem Nachwuchsbereich von Neftechimik Nischnekamsk. Seine Karriere als Profi-Eishockeyspieler  begann er bei Neftjanik Leninogorsk, für dessen Profimannschaft er in der Saison 2004/05 sein Debüt in der Wysschaja Liga, der zweiten russischen Spielklasse, gab. Anschließend wechselte der Verteidiger zurück zu Neftechimik Nischnekamsk, für das er von 2005 bis 2008 in der Superliga, sowie in der Saison 2008/09 nach der Aufnahme Neftechimiks in die Kontinentale Hockey-Liga, in der KHL aktiv war. In der Saison 2005/06 spielte er zudem parallel für den Zweitligisten Metallurg Serow.  
Ab der Saison 2009/10 stand Bilalow bei Amur Chabarowsk in der KHL unter Vertrag, für das er in seinem ersten Jahr in 36 Spielen drei Torvorlagen gab. Insgesamt kam er bis zum Ende der Saison 2013/14 auf über 160 Einsätze für Amur in der KHL, kam aber nie über die Rolle als Ergänzungsspieler hinaus. Im Mai 2014 kehrte er zu seinem Stammverein Neftechimik zurück.

## KHL-Statistik
(Stand: Ende der Saison 2013/14)